# 高橋善一
高橋 善一（たかはし よしかず、安政4年8月3日〈1857年9月20日〉 - 1923年〈大正12年〉5月20日）は、明治時代から大正時代の鉄道員・鉄道官吏。新橋停車場の下級駅夫より鉄道院副参事まで累進した最古参の鉄道員として知られた。初代東京駅長。名は「ぜんいち」とも。

## 経歴
三河国渥美郡西伊古部村（現・豊橋市伊古部町）にて、河合善七（福井県平民）の次男として生まれ、幼くして同郡赤沢村（現・豊橋市赤沢町）の高橋祐二の養子となり、のち高橋さくと婚姻した。
数え14歳で海軍を志して上京、早稲田の北門社に入塾したが、新橋・横浜間の汽車を見物したの機に、1873年（明治6年）につてを得て新橋停車場（のち汐留駅）の下級駅夫として雇われた。翌年には工部省鉄道寮の頴川君平に見出され、在大阪本部の鉄道寮頭井上勝への推薦を経て、車長（車掌）となった。
1874年（明治7年）5月の大阪・神戸間の鉄道開業に伴い神戸へ、次いで大阪に配属。さらに1880年（明治13年）の京都・大津間開業、及び1882年（明治15年）の長浜・柳ヶ瀬間開業に伴い抜擢され、馬場駅（現・膳所駅）及び長浜駅の駅長（区間全7駅担当）を歴任。1883年（明治16年）には工部省鉄道局七等属（判任官）として官吏となった。その後、武豊・熱田間の統括駅長（1886年）、名古屋駅長（1887年）、大阪駅長（1891年）等を経て、日清戦争後の1895年（明治28年）11月には新橋駅長（当時の役職は逓信省鉄道局鉄道書記）に任命された。
新橋駅長時代、1900年（明治33年）に高等官（奏任官）である鉄道作業局鉄道事務官補に、以後、鉄道事務官、帝国鉄道庁主事、鉄道院副参事へと昇進し、第一次世界大戦勃発後の1914年（大正3年）12月、落成開業した東京駅の初代駅長に就任、退職までその任を全うした。
この間、鉄道官吏として1890年（明治23年）の陸海軍合同濃尾大演習や日清・日露戦争における軍事輸送の任に当たる一方、英照皇太后（1897年崩御）・明治天皇（1912年崩御）・昭憲皇太后（1914年崩御）の大喪儀の際は、大喪列車取扱のため代々木及び青山仮停車場の臨時駅長に任命され、1915年（大正4年）の大正天皇即位大礼に際しては大礼使事務を囑託された。
1921年（大正10年）11月、東京駅で発生した当時の首相原敬の暗殺事件は、案内役の高橋の眼前での凶行だったが、犯人の中岡艮一（19歳）は大塚駅所属の転轍手であった。鉄道生活50年目にあたる1923年（大正12年）3月、依願免本官。
新橋駅長時代から新聞雑誌にたびたび取り上げられ、名物駅長として当時の人々に広く知られた。明治天皇をはじめとする皇族や外国賓客、政界の要人の送迎などを永く務めた功績により、明治天皇より御真影下賜という破格の褒賞を受けた。

## 事故死
退職後まもない1923年（大正12年）5月20日、余生を送っていた小石川区で、信夫敬造田端駅長とともに試乗した三輪自動車が神田上水（関口大瀧の水門上流）に転落、水中から救助された高橋は早稲田病院に運ばれたが、そのまま死去した。運転手と信夫は無事だった。
弔問には大隈重信侯爵、井上勝の後嗣である井上勝純子爵、森村市左衛門男爵、藤田平太郎男爵、二代目東京駅長吉田十一などが訪れた。葬儀に際しては、大正天皇、貞明皇后を筆頭に各宮家より供物や生花、九条道実、松方正義両公爵、大隈重信、森村市左衛門、日本相撲協会などから花輪が贈られた。なお、夫人（後妻）は自動車の運転手が過失罪で起訴されそうになったのを忍びないと起訴猶予の嘆願書を提出したという。
墓所は東京都港区の青松寺。

## 官歴
- 1883年（明治16年） - 工部省鉄道局・七等属[10]
- 1886年（明治19年） - 内閣鉄道局・六等属[20]
- 1889年（明治22年） - 内閣鉄道局・五等属[21]
- 1890年（明治23年） - 鉄道庁・駅長（四等上）[22]
- 1894年（明治27年） - 逓信省鉄道局・鉄道書記三級[23]
- 1895年（明治28年） - 逓信省鉄道局・鉄道書記二級（新橋駅分任収入官吏）[24]
- 1900年（明治33年） - 逓信省鉄道作業局・鉄道事務官補／高等官七等[25]
- 1903年（明治36年） - 高等官六等[26]
- 1906年（明治39年） - 逓信省鉄道作業局・鉄道事務官[27]
- 1907年（明治40年） - 帝国鉄道庁主事[28]
- 1909年（明治42年） - 高等官五等[29]
- 1909年（明治42年） - 鉄道院官制中改正：鉄道院主事→鉄道院副参事[30]
- 1915年（大正4年） - 大礼使事務囑託（文部大臣秘書官橘静二とともに）[12]
- 1916年（大正5年） - 高等官四等[31]
- 1921年（大正10年） - 高等官三等／年俸三百円加増[32]
- 1923年（大正12年） - 依願免本官

## 栄典
位階
- 1900年（明治33年）11月10日 - 従七位[33]
- 1903年（明治36年）11月10日 - 正七位[34]
- 1908年（明治41年）12月21日 - 従六位[35]
- 1914年（大正3年）1月20日 - 正六位[36]
- 1919年（大正8年）1月30日 - 従五位[37]
- 1923年（大正12年）4月9日 - 正五位[38]

勲章等
- 1895年（明治28年）12月28日 - 勲八等白色桐葉章（明治二十七八年事件ノ労）[39]
- 1900年（明治33年）12月20日 - 勲七等瑞宝章[40]
- 1902年（明治35年）12月27日 - 勲六等瑞宝章[41]
- 1906年（明治39年）4月1日 - 勲五等双光旭日章（明治三十七八年事件ノ功）[42]
- 1914年（大正3年）6月29日 - 勲四等瑞宝章[43]
- 1922年（大正11年）6月27日 - 勲三等瑞宝章[44]

外国勲章佩用允許
- 1905年（明治38年）6月16日 - 大清帝国三等第二双龍宝星[45]
- 1905年（明治38年）12月28日 - ドイツ帝国プロイセン王冠第四等勲章[46]
- 1909年（明治42年）12月27日 - 大清帝国三等第一双龍宝星[47]
- 1910年（明治43年）3月14日 - 大韓帝国勲四等太極章[48]
- 1918年（大正7年）7月15日 - 大英帝国ヴィクトリア第五等勲章[49]
- 1919年（大正8年）2月21日 - 中華民国四等嘉禾章[50]
- 1921年（大正10年）2月5日 - ルーマニア王国エトワール・ド・ルーマニー（Étoile de Roumanie）第四等勲章[51]

## 関連文献
- 渡辺公平・平山三郎・上月木代次編『汽笛一声 - 鉄道100年 文学と随筆選集』実業之日本社、1972年。